# Anguilla na Mistrzostwach Świata w Lekkoatletyce 2013
Anguilla na Mistrzostwach Świata w Lekkoatletyce 2013 – reprezentacja Anguilli podczas Mistrzostw Świata w Moskwie liczyła 1 zawodnika, który nie zdobył medalu.

## Występy reprezentantów Anguilli
| Konkurencja            | Zawodnik      | Preeliminacje | Preeliminacje | Eliminacje | Eliminacje | Półfinał | Półfinał | Finał    | Finał   |
| Konkurencja            | Zawodnik      | Rezultat      | Pozycja       | Rezultat   | Pozycja    | Rezultat | Pozycja  | Rezultat | Pozycja |
| ---------------------- | ------------- | ------------- | ------------- | ---------- | ---------- | -------- | -------- | -------- | ------- |
| Bieg na 100 m mężczyzn | Kieron Rogers | 10,80         | 13.           | NQ         | NQ         | NQ       | NQ       | NQ       | NQ      |